# Nazar Stodolja
Nazar Stodolja (Назар Стодоля) è un film del 1936 diretto da Georgij Nikolaevič Tasin.